# سانتی میلان
سانتی میلان (اسپانیایی: Santi Millán‎؛ زادهٔ ۱۳ سپتامبر ۱۹۶۸) بازیگر، شومن، مجری تلویزیون، و مدل اهل اسپانیا است.
از فیلم‌ها یا برنامه‌های تلویزیونی که وی در آن نقش داشته‌است، می‌توان به اتاق فرمت و ۷ زندگی اشاره کرد.